# Ivan Šibl
Ivan Šibl, hrvaški general, * 28. oktober 1917, † 1989.

## Življenjepis
Šibl je leta 1941 vstopil v NOVJ in KPJ; med vojno je bil politični komisar več enot.
Po vojni je bil načelnik uprave v MNO, politični komisar vojaške oblasti, glavni in odgovorni urednik Borbe, direktor Radio-televizije Zagreb, zvezni in republiški poslanec,...